# 對Google的批評
對谷歌的批評包括避税、搜索结果少、可能存在滥用和操纵行为、侵犯他人知识产权、编译的数据可能违反隐私、对搜寻结果和内容的审查、Google服务器的能耗以及传统的商业问题，如竞争、垄断和限制贸易。
Google的母公司Alphabet是一家美国的跨国公司，主要在互联网搜索、云计算和广告技术方面进行投资。Google主持和开发基于互联网的服务和产品，利润主要来自其广告平台AdWords。Google称其使命是“整合全球信息，供大众使用，让人人受益。”，但Google如何完成此使命引起了关注。大部分与各國電腦資訊管理法律相关的批评指出的问题还未得到解决。

## 网页排名

#### 可視量少且漸減
搜索結果號稱從約百萬項到百億項，但為人所詬病的是，漸變成用戶實際只能看到前100項～1000項，每一次用相同關鍵字看到的結果皆是與上次相近的一兩百項，常不能滿足使用者所想找的資訊，得轉用其它搜索引擎。
在2007年，奥地利研究人员观察到使用Google引擎“现实接口”（reality interface）的倾向。普通用户和记者往往依赖于Google搜索结果的第一页，并认为所有未列出的并不重要，或者仅仅是不存在的。研究人员说，“Google已经成为我们整个现实主界面。确切地说，通过Google界面，用户得到的搜索结果通常意味着一种整体的印象。事实上，如果Google还集成了其他研究工具，人们只能看到可以看到的一小部分。”

#### 人為干預結果
美國總統特朗普以及美国保守派一直质疑Google是否“针对”保守派媒体。特朗普認為Google篡改关于他的搜索结果，隐藏正面消息，只显示负面报道，96%的消息都来自反对他的“左翼媒体”。特朗普認為，Google能控制公眾能看到什么，看不到什么；而根據《華爾街日報》披露，eBay在2014年流量急剧下降，导致ebay当年收入减少2亿美元。eBay考虑从Google撤出其大约3000万美元的季度广告支出。而Google最终同意提高被降级的几个eBay页面的排名。

### 搜索结果显示不当
2014年，欧洲法院发布了一项“被遗忘权”裁决，称如个人信息被认为不准确或不相关，人们可以要求Google等公司删除其个人信息。2022年12月，据报道，一間投資公司的兩名經紀人要求Google刪除他們名字的搜尋結果，指搜尋結果中多篇批評兩人與公司的的網頁文章內容不實。Google以不確定文章真偽為由拒絕，最終法院裁決兩人勝訴。12月8日，欧洲法院裁定，Google必须从搜索结果中删除被确认为虚假或内容不实的信息。
2022年11月以来，多场国际比赛將《願榮光歸香港》作為「香港國歌」在比赛现场上播放，引发争议。而《願榮光歸香港》是Google搜尋「香港國歌」或「Hong Kong national anthem」最前列的結果，因此有外界指出，海外賽場的主辦單位，接連出現播錯國歌事件，與互聯網搜尋器的演算法有關，促香港政府正視。但Google對此回應稱，由於搜尋結果按演算法得出，無法控制搜尋結果，拒絕了香港特區政府的要求。香港保安局局長邓炳强表示，對Google的這一決定表示“非常遺憾”，“傷害了香港人民的感情”，并与欧盟法院做出的判决比较，形容Google的做法是双重标准。12月14日，中华人民共和国外交部发言人汪文斌表示，支持香港特区政府坚定维护国歌尊严，并指出，互联网企业有义务向大众传递正确信息，而不是听任错误信息传播，误导民众。12月15日，Google表示否认操纵香港特别行政区的国歌搜索结果，称正同香港特区政府联系，解释有关平台和移除政策的运作方式。中国外交部发言人汪文斌对此重申，互联网企业有责任向大众传递正确信息，尤其是在涉及国歌等关乎国家尊严的问题上。
2024年美國總統選舉當日，霍士新聞網報道，有選民反映在Google上搜索投票地點的結果有異常，搜索「在哪裡可以投票給賀錦麗？」（Where can I vote for Harris?）會置頂給出投票資訊，而搜索另一個總統候選人特朗普，則沒有這些內容。事後Google承認是「技術性錯誤」，並進行了修復。

## 审查
Google一直被批评其为遵守各国法律而审查搜索结果，最特别的例子是Google从2006年1月至2010年3月在中国大陆经营。2017年7月，一篇被稱爲「Google的意識形態迴音室」從內部流出，Google在第一時間開除了這篇備忘錄的作者，被評論爲對言論自由的控制。

### 重返中国传闻
2017年春季，谷歌内部启动代号“Dragonfly”（蜻蜓）的项目，可以自动过滤被中国防火长城屏蔽的网站。
一名谷歌团队成员，因不认同公司和政府合作“打压人民”，于是向媒体曝光有关计划。“Dragonfly”項目最終得到Google高管證實。一些谷歌员工对公司的中国相关项目表达抗议，要求调职或辞职。一千多名谷歌公司员工对谷歌为中国秘密开发审查版谷歌搜索引擎同样表示不满，联名写信要求公司扩大透明度，以便让员工了解他们所从事工作的道德后果。
美国共和党参议员馬可·魯比奧在看到谷歌计划帮助中国开发审查版的搜索引擎的报道后与另外五名来自两党的议员联名写信，要求谷歌公司做出解释。
香港中文大学新闻与传播学院助理教授、曾在2011年到2014年间任谷歌亚太地区言论自由部门负责人的徐洛文在接受The Intercept采访时批评说，谷歌推出中国审查版搜索这一决定违反了广为接受的人权原则。他说：“中国近年来情况越来越恶化，不让步你就不能在中国立足。” 
包括国际特赦、人权观察、无国界记者、国际笔会和中国人权组织在内的14个世界主要国际人权组织联名致信谷歌首席执行官桑德尔·皮查伊，称谷歌为中国开发审查版搜索引擎是“谷歌在人权上的投降，令人担忧”，而且会导致公司“直接参与人权侵犯或在这个问题上难脱干系”，并表示“审查版搜索引擎将侵犯中国数亿互联网用户的言论自由和隐私权”。
美国副总统彭斯2018年10月4日在哈德逊研究所就美国政府的中国政策问题发表演说时也呼吁谷歌应立即终止“蜻蜓”应用的开发。他认为该应用将加强共产党的审查，并损害中国消费者的隐私。
Google母公司Alphabet的董事长约翰·轩尼诗承认，谷歌如果回到中国市场将不得不违背公司的“核心价值”。

## 壟斷市場
由于Google的市场份额在多个国家处于垄断地位，Google时常遭到所在地区政府的反垄断调查和罚款。
Google迫使其合作伙伴宏碁取消了在2012年9月公布阿里云OS操作系统智能手机的计划，Google高级副总裁安迪·鲁宾表示，宏碁与Android不兼容的“分支”不允许工作，因为宏碁属于开放手机联盟。中国阿里巴巴集团开发的阿里云OS，副总裁回应称阿里云不是Android的一个分支，并批评Android实际上不是开放的，它的应用市场被Google所掌管的Google Play完全控制。
Google透過檢查不同瀏覽器的署名，把Opera封鎖在外，不允許Opera使用者在Google+網站以外的網站使用Google+服務，包括YouTube和Google搜索。如今此项干扰已经取消。
2016年8月，俄罗斯联邦反垄断局以Google违反俄罗斯《竞争保护法》第10条“禁止企业法人滥用主导地位”，对Google处以4.38亿卢布（约合767万美元）行政罚款。2017年4月，反垄断局与Google签订和解协议，Google缴纳罚款并停止违反相关反垄断法的行为。
2017年6月，以在Google搜索结果中偏袒自家服务Google Shopping为由对Google处以24億歐元罰款。這項罰款將作為歐盟整體預算，減輕成員國負擔。2024年9月10日，欧洲法院驳回谷歌上诉。
2018年2月，印度竞争委员会则认为，Google滥用市场优势地位照顾了自家的订票和旅行服务，因此要求Google支付13.6亿印度卢比，约合2117万美元的罚款。
2018年3月，法国竞争监管部门认定Google和Facebook主导了法国的在线广告市场，因此该机构可能在未来几个月对Facebook和Google展开公开调查。2019年12月20日，法国竞争管理局認定Google滥用在互联网广告市场的主导地位，决定对其罚款1.5亿欧元，并要求Google整改。
2018年7月18日，欧盟宣布Google因迫使使用Android系统的智能手机制造商安装其应用程序，对谷歌罚款43.4亿欧元。这一数字超过2017年6月谷歌被罚24.2亿欧元的反垄断罚金纪录，创欧盟史上最大罚单。至2018年，全球80%以上的智能手机使用Android操作系统。作为回应，Google将对欧盟的Android的设备制造商收取Google Play等Google应用授权使用费。
2019年3月20日，欧盟竞争监督机构作出决定，对谷歌在广告业务阻挠竞争对手的行为处罚14.9亿欧元。欧盟认为，谷歌滥用其市场主导地位，在与使用AdSense服务的第三方网站的合同中规定了一些限制性条款，阻止谷歌的竞争对手在这些网站上投放搜索广告，这一举动违反公平竞争的原则。
2020年10月20日，美国司法部以Google壟斷市場為由對Google發起訴訟，这是美国政府20年以来针对高科技网络公司最严厉的司法行动。
2020年12月17日，美國37個州和地區聯手入稟法院控告Google壟斷。
2021年隨著塔利班再次獲得阿富汗政權，谷歌暫時鎖定了部分前阿富汗政府中使用谷歌服務的賬號，公開資料顯示前阿富汗政府有二十多個機構使用谷歌的服務器處理工作。
2021年5月，法国竞争管理局以谷歌滥用网络广告市场的主导地位為由對谷歌公司处以2.2亿欧元的罚款。
2021年7月7日，美國幾十個州聯手入稟法院控告Google在營運Google Store時違反反壟斷法。
2021年9月14日，韩国反垄断监管机构决定对谷歌处以2074亿韩元的罚款，原因是该公司迫使智能手机制造商只能使用其Android手机操作系统。
2021年澳洲計劃立法要求Google向當地新聞媒體付款，Google一度以停止對澳洲提供服務為要挾。2月Google與澳媒Seven West Media達成付費協議，被媒體認為Google對澳洲政府妥協。
2023年1月24日，美国司法部及包括Google总部所在地加利福尼亚州在内的八个州政府向Google发起反垄断诉讼，指控其违反《谢尔曼反垄断法》，滥用在数字广告业务领域的支配地位。
2023年8月4日，美國一個地區法官駁回了美國司法部和38个州的检察长發起的对Google的反垄断诉讼的部分指控。
2024年8月5日，Mehta法官裁定谷歌行為非法，違反了美國反壟斷法。谷歌花費數百億美元，被指以確保作為搜尋預設服務的提供商的主導地位。
2024年9月18日，歐盟的普通法院裁定，撤销歐盟執行委員會對Google因濫用線上廣告巿場主導地位的14億9000萬歐元罰款，認為歐盟評估犯錯。
2024年12月22日，日本公平交易委员会认为谷歌要求智能手机厂家优先预装谷歌搜索APP違規，违反《反垄断法》，並要求谷歌公司停止這類行为。
2025年2月4日，因应特朗普政府对中国加征10%关税，中国国家市场监督管理总局以谷歌涉嫌违反《中华人民共和国反垄断法》，对谷歌开展立案调查。 

## 算法
YouTube生成搜索结果和推荐视频的算法因通过强化用户的既有信念来提升参与度，同时推荐更极端和不可靠的内容而受到批评。这些算法被认为推动了政治两极分化、网络成瘾以及错误信息、虚假信息和暴力等问题。Aviv Ovadya指出，这些算法不仅放大分裂内容，还激励其创作。Sally Hubbard认为，作为垄断企业，YouTube和谷歌搜索产生的假新闻更多，因为市场竞争不足时，操控单一算法更容易推广有害内容。

## 不當收集個人信息
2012年美國媒體披露，谷歌工程師馬里厄斯·米爾納（Marius Milner）在Google街景的汽車上安裝了軟件，汽車在駕駛時會自動接入WiFi熱點並收集個人信息。聯邦通信委員會調查事件，期間谷歌並沒有配合政府調查，收到聯邦通信委員會發出的罰單。
2017年10月12日一個使用Google Home mini的語音助理產品其用戶，被發現其裝置在聽到「特定詞彙」會自動產生錄音檔並進行雲端上傳，變相形成了竊聽私人用戶的用具引起爭議，雖然Google事後單方面宣稱已經更新，但是並公開未提出書面解釋或是實際的產品檢討報告，所以最後問題不了了之
2018年4月11日臉書洩密風波，相關資訊單位如蘋果、Google等受到檢查，尤其大型搜尋引擎Google也被批評管理不當而導致其用戶資料洩漏。
2018年8月，Google被爆窃取用户位置信息，即便用户已经在隐私设置中关闭了位置记录，仍有一些Google应用自动记录带有时间标记的位置信息。该事件的爆出，遭到了美国当局和民众的强烈不满。
不當監控消費者生活資訊，根據美國彭博社2019年2月12日報導，Google要求合作的裝置廠商將使用者的行為資料持續傳送給他們，2018年開始Google要求裝置廠商修改程式碼，不再被動由消費者下指令才取得資訊，而是要求廠商主動持續回報裝置狀態，例如消費者看了那些電視頻道、家中電燈及門鎖狀態。報導引述羅技等業者，這些廠商以侵犯用戶隱私為由試圖拒絕兩家大廠的要求，但遭Google回絕。
2022年1月6日，法国监管机构以Google和臉書违反隐私规则，用户无法轻易拒绝上网痕迹被跟踪為由，对谷歌公司和脸书公司处以2.1亿欧元罚款。
2022年9月14日，谷歌涉嫌在韩国未经用户同意收集个人信息并将此用于在线投放个性化广告，被罚692亿韩元。

## 其他

### 能源消耗
Google为了维持其服务器，而产生高的能源使用量一直被批评（不過可能只是指能源效率較低），Google承诺将花费数百万美元来研究便宜、清洁及可再生能源，并已在其山景城总部屋顶上安装太阳能电池板。

### Go编程语言的命名
Google的编程语言Go的命名引起了部分人的批评，因为已存在编程语言Go!。

### 违规投放药物广告
2009年美国警方抓获了一名叫大卫·安东尼·惠特克的人，并将其判处了65年监禁的重刑。惠特克为了减刑，向美国政府举报谷歌帮着他卖假药。惠特克声称他曾经把无菌水当成类固醇药物出售，每瓶卖1000美元，而谷歌曾积极帮助他销售这种假药。美国政府于是把惠特克伪装成一位广告商，意图在谷歌网站上投放美国政府所禁止投放的医疗广告实行钓鱼执法。
惠特克起先试图在谷歌上投放美国政府禁止的固醇类药物广告，在被谷歌的审查程序拒绝三次之后，惠特克投放成功。随后他又投放了美国政府禁止的堕胎药、精神治疗药物的广告。同时惠特克把一个伪造的售卖合法药品的网站在谷歌上做推广，但是该网站隐含的链接可以跳转到售卖非法药品的网站。在完成诸多钓鱼行动后，美国政府开始收网。最终惠特克获得60年减刑，而谷歌被处以5亿美元的罚款。

### 参与美国军方项目
美国军方于2017年4月创建Maven项目，该项目的首要任务是帮助军方有效地处理空中无人机每天收集的大量视频片段。Google发言人称，它正在向美国国防部提供用于机器学习应用的 TensorFlow API 接口用于 Maven 项目。2018年3月，一些 Google 员工在内部邮件中分享该消息后，点燃了部分人的愤怒情绪。而另一些人则认为双方的这次技术合作关乎机器学习发展和使用的道德问题。技术社区普遍担心军事和工业结合体，会被作为不正当杀人利器。隨著事情的發酵有近 4000 名 Google 员工在内部请愿书中表示反对 Maven 项目，要求 Google 立即停止合作并制定新政策，以防止未来再次参与军事任务。更有十余名 Google 员工通过辞职抗议 Google 与美国国防部的合作。谷歌碍于内部压力，于2018年6月宣布2019年3月Maven项目到期后不再与美国国防部续约。

### 删除不活跃账户
2023 年 5 月，谷歌宣布将从 2023 年 12 月开始删除不活动的用户账户，理由是安全原因，并指出旧的和未使用的账户更容易被泄露。谷歌声称，"被遗忘或无人关注的账户通常依赖于可能已被泄露的旧密码或重复使用的密码，没有设置双因素验证，用户接受的安全检查也较少"，同时表示谷歌 "没有删除YouTube视频的计划"。
删除不活跃账户的决定引发了一些批评和反弹。这一决定背后所引用的安全理由受到了嘲笑，并被比作如果银行不安全，就应该烧掉银行的假设情景。 此外，网络行动主义组织 "匿名者" 多次抗议删除不活跃账户的决定，称其 "苛刻"，并称该决定将 "摧毁历史"。

### 企業文化
2017年8月7日一名底下公司工程師在網上發表了3000多字關於女性不適合當工程師的言論，相關爭議的言論讓女性主義的群體群體激憤，並引發Google對其底下人員管理不當的潛在隱憂。